# کله سرعلیا
کله سرعلیا یک روستا در ایران است که در دهستان اجارود شمالی واقع شده‌است. کله سرعلیا ۴۵ نفر جمعیت دارد.